# Xã 3, Quận Rooks, Kansas
Xã 3 (tiếng Anh: Township 3) là một xã thuộc quận Rooks, tiểu bang Kansas, Hoa Kỳ. Năm 2010, dân số của xã này là 1.212 người.